# Loeselia guttata
Loeselia guttata là một loài thực vật có hoa trong họ Polemoniaceae. Loài này được A. Gray mô tả khoa học đầu tiên năm 1885.